# Fortaleza do Tabocão
Fortaleza do Tabocão este un oraș în Tocantins (TO), Brazilia.